# حسام عاشور
حسام محمد عاشور سند (مواليد 9 مارس 1986) هو لاعب كرة قدم مصري يلعب حاليًا لصالح نادي الاتحاد السكندري. يتمركز عاشور في مركز الوسط مدافع ، وهو اللاعب الذي دائمًا ما يُضرب به المثل في العطاء والانتماء لما قدمه من جهد مستمر لأكثر من 13 عامًا حصد خلالها جميع أنواع البطولات مع النادي الأهلي وصل عددها لأكثر من 36 لقب وهو أكثر لاعبي الأهلي مشاركة في المباريات خلال العقد الماضي.
ثم انتقل إلى الاتحاد السكندرى في صفقة انتقال حرة

## مسيرته مع الأندية

### الأهلي
شارك حتي الآن في 500 مباراة مع النادي الأهلي سجل خلالها ثلاثة أهداف فقط وهو أكثر لاعب شارك مع النادي الأهلي منذ عام 2000 ، وأولي مبارياته أمام الزمالك في الدور الأول موسم 2003 / 2004 يوم الجمعة 21 نوفمبر 2003 وانتهت بفوز الزمالك 1–0 بقدم اللاعب جمال حمزة في الدقيقة 19 من الشوط الأول.

### أصغر من حمل شارة الكابتن
دخل تاريخ النادي من أوسع أبوابه وذلك عندما حمل شارة الكابتن ليصبح من أصغر من حملوا شارة الكابتن في تاريخ النادي الأهلي وذلك في مباراة الدور الثاني من موسم 2009/2010 أمام فريق اتحاد الشرطة وانتهت المباراة بفوز الأهلي 4/2 وذلك في بداية الشوط الثاني من المباراة عندما خرج أسامة حسني وظلت الشارة علي كتف حسام لمدة 15 دقيقة حتي نزول أحمد بلال في الدقيقة 60.
يعتبر لاعب من ضمن 4 لاعيبين شاركوا في جميع مباريات كأس العالم للأندية وهم محمد أبو تريكة، وائل جمعة، شادي محمد، بالإضافة إلي حسام عاشور.

## مسيرته مع المنتخبات
حسام عاشور مثل مصر دولياً مع جميع المنتخبات :
- بطولة أفريقيا للناشئين بسوازيلاند 2003
- بطولة أفريقيا للشباب بنين 2005
- كأس العالم للشباب هولندا 2005
- دورة الصداقة الدولية بقطر 2007 (البطل)
- دورة الألعاب الأفريقية 2007

## إحصائيات مشاركاته
آخر تحديث في 30 يونيو 2018

### مع الأندية
| الفريق | الموسم    | الدوري  | الدوري | الكأس   | الكأس | البطولات القارية | البطولات القارية | بطولات أخرى | بطولات أخرى | الإجمالي | الإجمالي |
| الفريق | الموسم    | مشاركات | أهداف  | مشاركات | أهداف | مشاركات          | أهداف            | مشاركات     | أهداف       | مشاركات  | أهداف    |
| ------ | --------- | ------- | ------ | ------- | ----- | ---------------- | ---------------- | ----------- | ----------- | -------- | -------- |
| الأهلي | 2003–2004 | 6       | 0      | 4       | 0     | 0                | 0                | —           | —           | 10       | 0        |
| الأهلي | 2004–2005 | 10      | 0      | 1       | 0     | 7                | 0                | 2           | 0           | 20       | 0        |
| الأهلي | 2005–2006 | 16      | 1      | 3       | 0     | 15               | 0                | 4           | 0           | 39       | 1        |
| الأهلي | 2006–2007 | 19      | 0      | 3       | 0     | 12               | 0                | 1           | 0           | 35       | 0        |
| الأهلي | 2007–2008 | 21      | 1      | 1       | 0     | 12               | 0                | 3           | 0           | 37       | 1        |
| الأهلي | 2008–2009 | 22      | 0      | 1       | 0     | 6                | 0                | 1           | 0           | 30       | 0        |
| الأهلي | 2009–2010 | 23      | 0      | 5       | 0     | 11               | 0                | 1           | 0           | 40       | 0        |
| الأهلي | 2010–2011 | 20      | 1      | 2       | 0     | 10               | 0                | —           | —           | 32       | 1        |
| الأهلي | 2011–2012 | 11      | 0      |         |       | 13               | 0                | 4           | 0           | 28       | 0        |
| الأهلي | 2012–2013 | 11      | 0      |         |       | 12               | 0                | 1           | 0           | 24       | 0        |
| الأهلي | 2013–2014 | 16      | 0      | 1       | 0     | 14               | 0                | 1           | 0           | 32       | 0        |
| الأهلي | 2014–2015 | 30      | 0      | 5       | 0     | 10               | 0                | 1           | 0           | 46       | 0        |
| الأهلي | 2015–2016 | 26      | 0      | 3       | 0     | 8                | 0                | 1           | 0           | 38       | 0        |
| الأهلي | 2016–2017 | 23      | 0      | 5       | 0     | 9                | 0                | 2           | 0           | 39       | 0        |
| الأهلي | 2017–2018 | 22      | 0      | 2       | 0     | 4                | 0                | 0           | 0           | 28       | 0        |
| الأهلي | الإجمالي  | 277     | 3      | 36      | 0     | 143              | 0                | 22          | 0           | 478      | 3        |

| الدوري  | الدوري | الكأس   | الكأس | كأس السوبر | كأس السوبر | الكئوس الأفريقية | الكئوس الأفريقية | الكئوس العالمية | الكئوس العالمية | الكئوس العربية | الكئوس العربية | المجموع الكلي | المجموع الكلي |
| مشاركات | أهداف  | مشاركات | أهداف | مشاركات    | أهداف      | مشاركات          | أهداف            | مشاركات         | أهداف           | مشاركات        | أهداف          | مشاركات       | أهداف         |
| ------- | ------ | ------- | ----- | ---------- | ---------- | ---------------- | ---------------- | --------------- | --------------- | -------------- | -------------- | ------------- | ------------- |
| 277     | 3      | 36      | 0     | 10         | 0          | 143              | 0                | 11              | 0               | 1              | 0              | 478           | 0             |

## إنجازاته
مع النادي الأهلي 
- الدوري المصري الممتاز (13 مرات): 2004-2005، 2005-2006، 2006-2007، 2007-2008، 2008-2009، 2009-2010 ، 2010-2011 ، 2013-2014 ,2015-2016 ,2016-2017 , 2017-2018, 2018-2019، 2019_2020 ,
- كأس مصر (4 مرات): 2005-2006، 2006-2007, 2016-2017, 2019-2020
- كأس السوبر المصري (10 مرات): 2005-2006-2007-2008-2010-2012-2014-2015-2016-2019
- دوري أبطال أفريقيا (6 مرات): 2005، 2006، 2008، 2012، 2013، 2020
- كأس الكونفدرالية (مرة واحدة) 2014
- كأس السوبر الأفريقي (5 مرات): 2006، 2007، 2009، 2013 ،2014.
- الميدالية البرونزية في كأس العالم للأندية 2006.

## روابط خارجية
- حسام عاشور على موقع الاتحاد الدولي (مؤرشف)  (الإنجليزية)
- حسام عاشور على موقع الاتحاد الأوربي (الإنجليزية)
- حسام عاشور على موقع قاعدة بيانات كرة القدم.إي يو (الإنجليزية)
- حسام عاشور على موقع ناشيونال فوتبول تيمز (الإنجليزية)
- حسام عاشور على موقع Soccerway.com (الإنجليزية)